# Not Bewitched XXX
Not Bewitched XXX ist eine US-amerikanische Porno-Parodie auf die US-amerikanische TV-Serie Bewitched, bekannt in Deutschland als Verliebt in eine Hexe, aus den 1970er-Jahren. Der Film ist bei Adam & Eve erschienen und wurde im Jahr 2009 unter anderem mit dem AVN Award als „Best Sex Comedy“ ausgezeichnet. 

## Handlung
Der Film beginnt mit Samantha und Darren, die den bevorstehenden 1. Geburtstag von Tabitha besprechen. Samantha muss noch einige Erledigungen machen und hat Tante Clara als Babysitter bestellt. Endora kommt vorbei, bevor Samantha losgeht. Tante Clara und Tabitha sind alleine und bald verzaubert Clara die kleine Tabitha in eine 18-jährige Frau, was von der neugierigen Nachbarin Gladys durch ein Fenster beobachtet wird.
Die erste Szene spielt in Larrys Büro, nachdem er und Darren dieses verlassen haben. „Sexy Model“ Sasha Grey and „Model Stud“ (Wilcox) kommen in das Büro und haben Sex miteinander. 
Zurück zu Hause sieht Darren, dass seine Tochter in eine attraktive 18-Jährige verwandelt wurde. Endora und Clara sind in seinem Wohnzimmer. Alle versuchen herauszubekommen, was sie nun mit dieser Situation machen. Die Nachbarin Ms Gravitz kommt vorbei und Tabitha geht nach oben in ihr Zimmer, um sich auszuruhen. Tabitha ist dann in einer Solo-Masturbations-Szene zu sehen.
Zu allem Ärger kommt später auch noch Darrens Chef Larry vorbei. Larry wird jedoch von Endora schnell in einen Chihuahua verwandelt. Danach tauchen Dr. Bombay und seine zwei Harems-Damen auf. Tabitha erscheint wieder und alle besprechen mit Dr. Bombay, was sie tun können, um Tabithas Verwandlung rückgängig zu machen. Dann verschwindet Dr. Bombay mit seinen Haremsdamen in die Sahara, wo eine Orgie mit sieben Harems-Damen zu sehen ist. 
In der nächsten Szene sieht man Darren und Samantha sich zu Hause im Schlafzimmer unterhalten, gefolgt von einer Sex-Szene, an deren Ende Endora ins Schlafzimmer kommt und Darren beschimpft.
Die neugierige Nachbarin Gladys schaut wieder durchs Fenster und sieht zu, wie Tabitha mit ihren Puppen spielt. Tabitha nutzt ihre magischen Kräfte, um eine der Puppen in einen lebensgroßen Mann zu verwandeln, und Gladys flippt aus und ruft die Polizei, als der Mann Tabitha im Garten verfolgt. Gladys schleicht sich ins Haus und beginnt die Puppe zu bewundern, die sich schnell wieder in Lebensgröße verwandelt und dann mit Gladys Sex hat. Dann entschließt sich Tabitha mit einer anderen Puppe in die Lebensgröße Action zu begeben und hat Sex mit diesem Mann.
In der nächsten Szene im Wohnzimmer erscheinen wieder Dr. Bombay, seine zwei Haremsdamen und Dr. Dane, die denken, dass sie eine Weg gefunden haben, wie sie Tabitha zurückverwandeln können. Dr. Dane, eine Jungfrau, muss mit Tante Clara schlafen, damit die Verzauberung von Tabitha rückgängig gemacht werden kann.

## Wissenswertes
- Der Film enthält sieben Sex-Szenen.
- Die Rolle von Larry wird von James Bartholet gespielt, einem echten Schauspieler.
- Jack Lawrence, der Polizist, arbeitete im echten Leben als Polizist.
- Teagan Presley hatte ein paar Monate vor Drehbeginn eine Tochter geboren. Sie zeigt im Film ihre erste Brustvergrößerung.
- Der Regisseur drehte auch Not The Bradys XXX, eine Parodie auf die US-amerikanische TV-Serie The Brady Bunch, bekannt in Deutschland als Drei Mädchen und drei Jungen, sowie den Film Not Married with Children XXX.
- Die Produzenten Scott David und Jeff Mullen sind auch für die Parodie Britney Rears verantwortlich.
- Der Film wurde auf DVD und Blu-ray veröffentlicht.
- Bei den AVN Awards 2009 war der Film in 13 weiteren Kategorien nominiert.

## Auszeichnungen
- 2009: XRCO Award – Best Comedy – Parody
- 2009: AVN Award – Best Sex Comedy
- 2009: AVN Award – Best Non–Sex Performance (Nina Hartley)
- 2009: AVN Award – Best Solo Sex Scene (Teagan Presley)
- 2009: XBIZ Award – Director of the Year – Individual Project (Will Ryder)